# Kočevska Reka
Kočevska Reka je naselje u slovenskoj Općini Kočevju. Kočevska Reka se nalazi u pokrajini Dolenjskoj i statističkoj regiji Jugoistočnoj Sloveniji. 

## Stanovništvo
Prema popisu stanovništva iz 2002. godine naselje je imalo 277 stanovnika.